# Vera C. Bushfield
Vera Cahalan Bushfield, née le 9 août 1889 à Miller (Dakota du Sud) et morte le 16 avril 1976 à Fort Collins (Colorado), est une femme politique américaine. Membre du Parti républicain, elle est sénatrice du Dakota du Sud d'octobre à décembre 1948, nommée de façon intérimaire à ce poste par le gouverneur George T. Mickelson, après la mort de son mari, le sénateur Harlan J. Bushfield.